# Richard Wilhelm
Richard Wilhelm (Stoccarda, 10 maggio 1873 – Tubinga, 2 marzo 1930) è stato un sinologo, teologo e missionario tedesco.
Fu uno dei più importanti sinologi di lingua tedesca.
È famosa la sua traduzione del classico cinese I Ching.
(Carl Gustav Jung, Ricord, sogni e riflessioni)

## Biografia

### Gioventù
Richard Wilhelm, nato nel 1873 a Stoccarda, era figlio di un mastro vetraio originario della Turingia. All'età di nove anni perse il padre, «che era come una luce soave negli anni della mia infanzia», la madre e la nonna si occuparono della sua educazione.

### Il teologo
Nel 1891 intraprese lo studio della teologia a Tubinga. Dopo aver preso gli ordini nella collegiata di Stoccarda fu vicario a Wimsheim nel 1895 e a Bad Boll nel 1897. Qui incontrò Christoph Friedrich Blumhardt, che nei suoi ultimi anni allentò lo stretto vincolo con la Chiesa evangelica sentendosi attirato verso la questione sociale e la socialdemocrazia, fu un incontro decisivo per la vita del Wilhelm. Nel 1899 si fidanzò con la figlia di Blumhardt, Salome.

### Il lavoro nella colonia tedesca di Kiao-Ciao

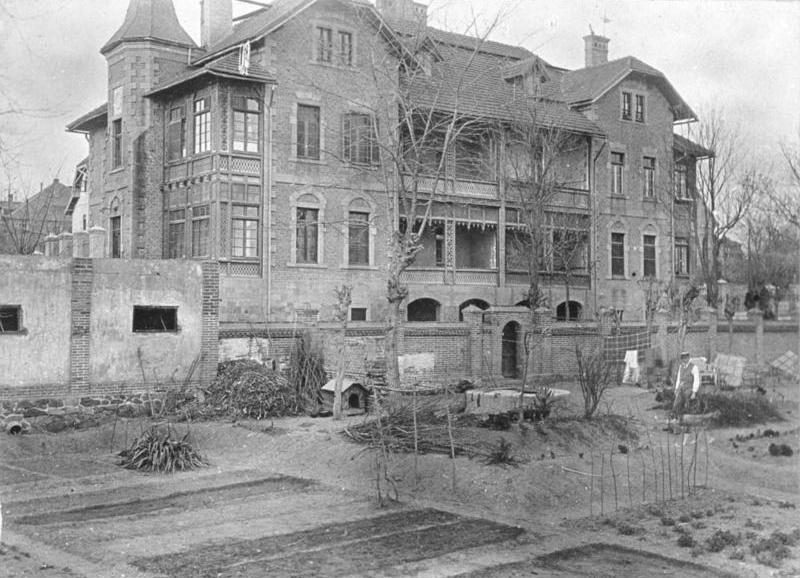
La scuola tedesca di Kiao-Ciao (l'edificio è ancora esistente)

Nello stesso anno Wilhelm partì come missionario per l'Impero cinese. Dopo il matrimonio con Salome, celebrato nel 1900 a Shanghai, arriva in quella che era la concessione tedesca di Kiao-Ciao (l'attuale Tsingtao o Quingdao) nella provincia dello Shandong. Là studiò dapprima cinese lavorando come parroco e pedagogo, fondando tra l'altro una scuola tedesco-cinese. Durante la sua attività come pedagogo, poté studiare gli eruditi del curriculum cinese classico, e ciò approfondì la sua conoscenza della cultura e della storia cinese, questo favorì soprattutto il suo studio dei documenti dei classici dell'antichità. Per i suoi meriti nella educazione, l'imperatore cinese gli conferì il «distintivo di quarta classe» legato al titolo «Dautai».
Durante la guerra russo-giapponese 1904-1905, le cui conseguenze si fecero sentire anche a Qingdao, proseguì il suo lavoro e fece un primo rientro in patria con la moglie e i tre bambini solo nel 1907.
Nel 1908 Richard Wilhelm partì per la seconda volta per la Cina. Di nuovo nel 1911 rientrò in Germania per motivi di salute ma per poco tempo; già un anno dopo ritornò di nuovo a Qingdao. Quando scoppiò la prima guerra mondiale la piazzaforte tedesca venne assediata dalle truppe sino-britanniche in quello che fu l'Assedio di Tsingtao, che portò alla resa della guarnigione austro-tedesca. Wilhelm poté quindi portare avanti il suo lavoro alla scuola e alla parrocchia di Qingdao solo con grandi difficoltà.
Nell'estate del 1920 Wilhelm terminò la sua attività missionaria ventennale e tornò in Germania, ancora provvisoriamente.

### Intermezzo a Pechino
Dal 1922 al 1924 Richard Wilhelm lavorò come consulente scientifico della legazione tedesca a Pechino, in questo periodo insegnò alla Università di Pechino.

### Ritorno in Germania
Nel 1924 fu nominato professore onorario della cattedra di Storia cinese e di Filosofia cinese, cattedre istituite da poco a Francoforte, nel 1927 divenne professore ordinario.
Dopo il suo ritorno in Germania, Wilhelm divenne il «ponte culturale tra la Cina e l'Europa». Era in relazioni amichevoli con molto grandi eruditi e filosofi del suo tempo. Tra i suoi amici si contano: Albert Schweitzer, Hermann Hesse, Martin Buber, Carl Gustav Jung, Graf Keyserling e il filosofo indiano Tagore, questo solo per citare i più importanti. Lo studio della cultura cinese impresse così a fondo Wilhelm tanto da fargli dedicare il suo tempo esclusivamente alla sinologia.
Richard Wilhelm si oppose alla visione eurocentrica della cultura cinese. Egli era pieno di ammirazione per i cinesi e per la cultura cinese e si impegnò per uno scambio fra le culture. Per questo si ritirò sempre più dall'attività missionaria per concentrarsi sulla sinologia. Vedeva l'attività missionaria in modo sempre più critico:
Wilhelm volle portare l'antica e pregiata forza della Cina di nuovo in posizione di dominio. Era sospettoso del pensiero europeo occidentale, in particolare delle forme ecclesiastiche europee e statunitensi. Come i giovani cinesi si erano allontanati dalle proprie tradizioni, Wilhelm cercò queste tradizioni, poiché fede e cultura assunsero per lui ad un senso internazionale.
Le civiltà non hanno la propria cultura per riflessione o per volontà, ma è nella loro stessa natura e questo lo vedono i singoli, che riconoscono subito, ciò che la massa dei popoli possiede senza sapere.

### Morte
Wilhelm morì il 1º marzo 1930 a Tubinga per una grave malattia tropicale e fu seppellito in forma privata il 3 marzo nel piccolo cimitero di Bad Boll. Poco prima della morte aveva terminato la sua opera principale, iniziata venti anni prima, con la traduzione e la pubblicazione in otto volumi della raccolta di fonti Religione e filosofia della Cina.

## Opere
Oltre alla famosa traduzione del classico cinese, che continua ad essere ristampato, vi sono una quantità di lavori sulla Cina nei quali si rivela attento e critico osservatore. Fra i suoi libri più interessanti c'è il diario che scrisse durante la sua permanenza a Qingdao e quello sulla psicologia dell'economia cinese che aveva uno scopo assolutamente pratico.
La sua traduzione de l'Yi Jing è considerata obsoleta da alcuni sinologi. Poiché vi sono impresse le sue interpretazioni culturali e le sue specifiche competenze accademiche viene sottolineato, a sostegno di questa tesi, come sia carente di ogni riferimento al Taoismo. Questo punto di vista non è però sostenibile. In Cina Yi Jing è ritenuto la radice del Taoismo stesso, o meglio l'essenza pura del Taoismo, visto che la forma religiosa e filosofica del Taoismo nasceva molto tempo dopo Yi Jing con il Daodejing di Laozi.
I suoi riferimenti culturali sono stati e sono tuttora utilissimi per la comprensione occidentale di questo arcaico testo.